# Нейтронна фізика
Нейтронна фізика — розділ фізики елементарних частинок, що займається дослідженням нейтронів, їх властивостей і структури (часу життя, магнітного моменту та ін.), методів отримання, а також можливостями використання в прикладних і науково-дослідних цілях.

## Нейтрони
Відсутність у нейтрона електричного заряду призводить до того, що вони в основному взаємодіють безпосередньо з атомними ядрами, або викликаючи ядерні реакції, або розсіюючись на ядрах. Характеристика та інтенсивність нейтронно-ядерної взаємодії (нейтронні перетини) істотно залежать від енергії нейтронів. У нейтронної фізики головним чином використовуються нейтрони з енергіями від 10 7 до 10 −7 еВ (довжини хвиль де Бройля від 10 −12 до 10 −5 см). Відповідно до цього проміжку енергій і довжин хвиль досліджуються об'єкти з розмірами від 10 −12 см і характерними енергіями збудження 10 6 — 10 7 еВ (атомного ядра) до видимих в оптичний мікроскоп об'єктів розмірами 10 −4 см (наприклад, макромолекули біополімерів).